# Punatinamu
Punatinamu (latin: Tinamotis pentlandii) er en tinamuart, der lever i Andesbjergene af Peru og Bolivia til grænsen med Chile og Argentina.